# Szőrzet

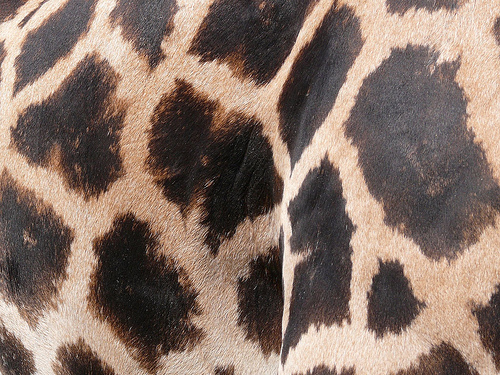
A zsiráf (Giraffa camelopardalis) egyedi mintázatú szőrzete

A szőrzet vagy szőrözet az emlősökre (Mammalia) jellemző, a testfelületet borító szőr összessége, egybefüggő rétege. Alapvető élettani funkciója az állat védelme a külső behatásokkal szemben, elsősorban testének hőszigetelése. Kevés kivételtől eltekintve valamennyi emlősfaj testfelületét összefüggő szőrzet borítja, amelynek fizikai tulajdonságai fajjellemző vagy ivari jegyek is lehetnek.
Egyes állatok bundája – azaz az állatról egyben lenyúzott irha és a szép mintázatú szőrzet együttese – ruházati árucikkek alapanyaga, az iparágat kiszolgáló (orv)vadászat ugyanakkor a természet- és állatvédők tiltakozóakcióinak célpontja.

## Az állati szőrzet
Színét, mintázatát, az alkotó szőrszálak hosszát, vastagságát és alakját, az általuk alkotott szőrtakaró sűrűségét tekintve az állati szőrzet rendkívül változatos, fajonként, de akár fajtánként és egyedenként is eltérő lehet az életkor, az ivar, az éghajlat, az évszak stb. függvényében. Az állatok szinte teljes testfelületét borító szőrzet a hosszú, vastag fedő- vagy nemezszőrökből, és az azok tövében kifejlődött, vékony, puha, a hőszigetelést elősegítő piheszőrökből áll. Egyes testtájakon a szőrzet vastagsága és állaga eltérhet (sörény, farokszőr), néhány fajnál pedig maga a szőrzet is sajátos függelékké alakult át (pl. a sünfélék tüskéi).
A szőrzetet alkotó szálképletek időről időre vedlés útján cserélődnek, amire általában meghatározott évszakban vagy az ivari fejlődés egy bizonyos szakaszában kerül sor. A vedlés utáni új szőrzet színében is eltérhet a korábbi szőrtakarótól (pl. sötétebb nyári szőrzet, világosabb téli szőrzet). A szőrzetet alkotó szálak hossza meghatározott, csak az ún. gyapjúszőrű fajokra jellemző a szőrzet állandó növekedése, felszőrük évente 15–30 centiméternyit is nőhet (juh, angórakecske stb.).

## Az emberi szőrzet

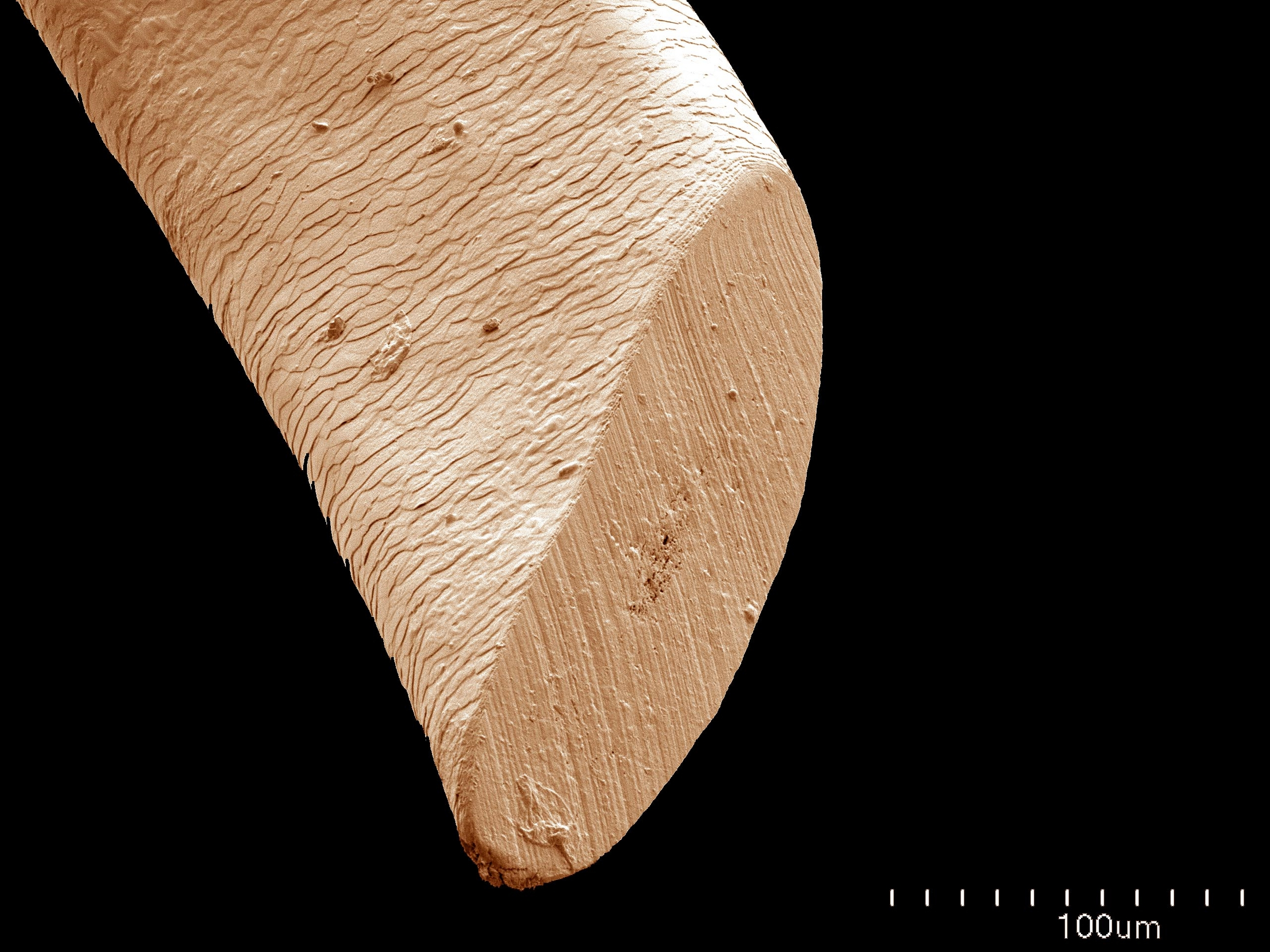
Egy emberi szőrszál elektronmikroszkóppal készült keresztmetszeti képe

Az ember testét borító szőrzet, a testszőrzet élettani funkcióinak jelentősége az emlősökéhez képest visszaszorult, kevésbé fejlett, a haj és a terminális szőrzet kivételével nem alkot összefüggő szőrtakarót. A magzati korban selymes, puha szőrzet (lanugo) borítja a testet, amely az ember megszületését követően elhullik, és helyét a korai testszőrzet veszi át. Az élet kezdeti szakaszában elsőként a fejet borító haj, a szemtájékon található szemöldök (supercilium) és szempilla (cilia) alakul ki. A nemi éréssel párhuzamosan a testszőrzet az ivartól függő intenzitással fejlődésnek indul, ekkor alakulnak ki az ún. terminális szőrzetek, vagyis a fanszőrzet (pubes) és a hónaljszőrzet (hirci). A férfiakat másodlagos nemi jellegként általában erőteljesebb szőrképződés jellemzi a törzsük és végtagjaik felületén. Ekkor alakul ki sajátos terminális szőrzetük, az arcszőrzet is, amelynek részei a szakáll (barba), a bajusz (mystax) és az orrszőrzet (vibrissae).

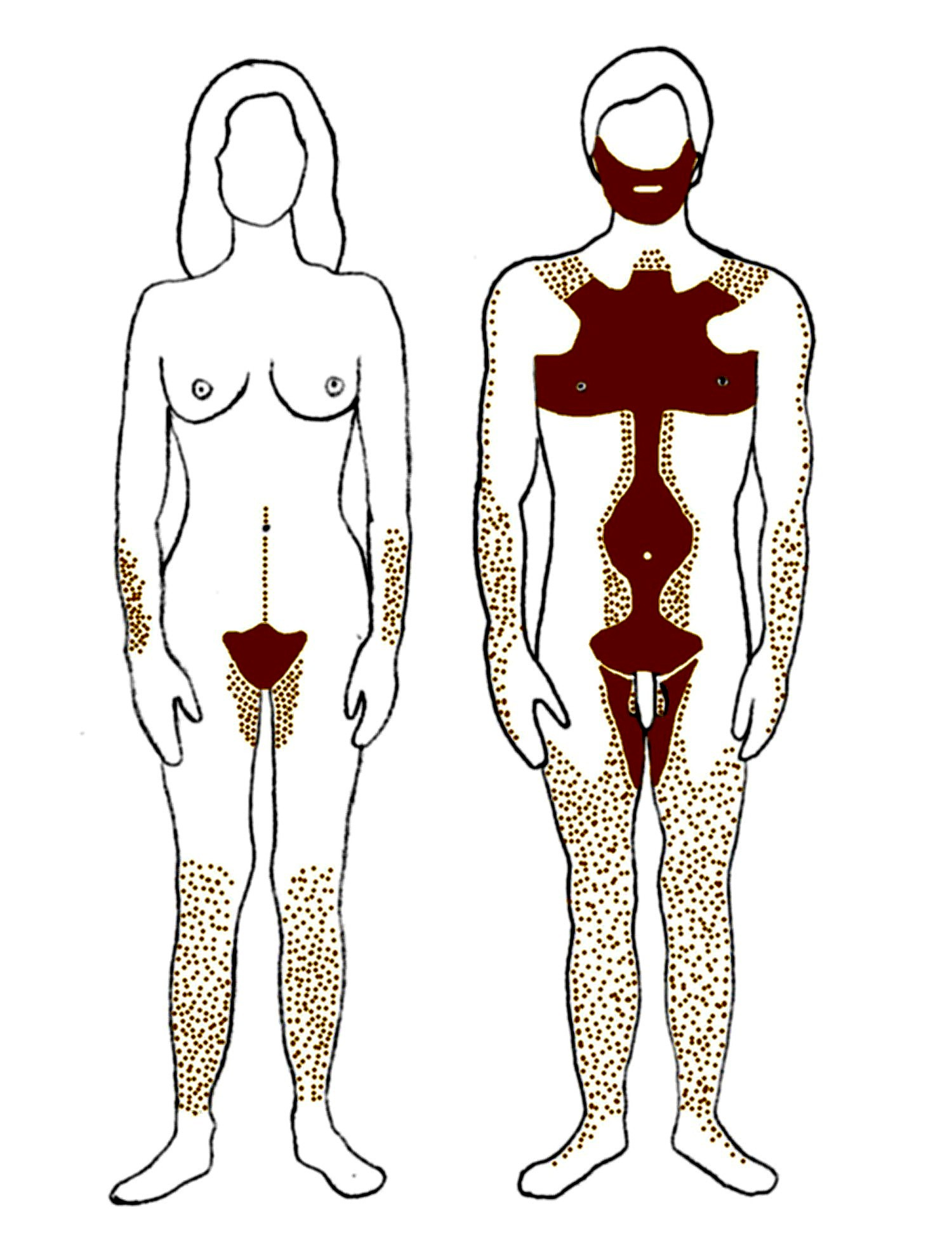
A női és a férfi testszőrzet jellemző eloszlása

Az emberi szőrzet voltaképpen az egész testfelületre kiterjedhet, kivéve a talpat, a tenyeret, az ujjak belső felületét, valamint a körömpercek háti oldalát. Az életkor előrehaladtával, esetenként az egészség megromlásával vagy a psziché károsodásával párhuzamosan színe, sűrűsége jelentősen megváltozhat (őszülés, kopaszodás, szőrzetritkulás stb.), de egyes testtájakon fejlődésnek is indulhat (orrszőrzet).
Fizikai sajátosságait – sűrűségét, vastagságát, hosszát, színét és növekedési jellemzőit – tekintve az örökletesen meghatározott testszőrzet egyedenként eltérő, de egy egyed testszőrzetét alkotó szőrszálak is nagy változatosságot mutatnak testtájéktól és szőrzettípustól függően. A haj és a férfiak arcszőrzete a legsűrűbb, itt a szőrszálak száma elérheti a 120, illetve a 20 szál/cm²-es eloszlást. Ugyanezekre a területekre jellemző a folyamatos intenzív növekedés, míg a test egyéb részein a szőrzet csak meghatározott hosszúságig növekszik. A legvastagabbak az arc-, a hónalj- és a fanszőrzet (120–140 μm), a szempilla és a szemöldök (50–100 μm), valamint a haj (20–70 μm) szőrszálai.
Az ember az emlősökhöz hasonlóan vedlik, azaz elhullatja testszőrzetének elöregedett szálait, és helyükbe újat növeszt. Ez azonban nem külső hatásokhoz kötődik, hanem egyenletes intenzitással zajló folyamat, csupán az egyes testszőrzetek élettartama játszik benne meghatározó szerepet. Így például a szempillák három-öt hónap után kihullanak, míg a hajszálak átlagosan kettő-négy évig élnek.

## Lásd még
- Szőr
- Haj
- Gyapjú